# Televisão de Moçambique
Televisão de Moçambique, TVM (Fernsehen von Mosambik), ist der nationale Fernsehsender von Mosambik.

## Geschichte
Der Sender wurde 1979 als „Experimentelles Fernsehen“ (TVE) gegründet und konnte damals nur in Maputo und in der Nachbarstadt Matola empfangen werden. Zwei Jahre später begann der Sendebeginn von TVM, der seitdem der einzige Fernsehsender Mosambiks war, der über Satellit im gesamten Land und auch in einigen angrenzenden Ländern empfangen werden kann. Sein Programm wird 18 Stunden am Tag ausgestrahlt und ist ein Vollprogramm, reicht also von Nachrichtensendungen über Sportberichte bis zu Spielfilmen und Serien. Seit 1981 wird täglich und seither auch unter dem Namen Televisão de Moçambique oder dem Kürzel TVM gesendet. Konkurrenz erwächst dem staatlichen Fernsehen zunehmend durch internationale Fernsehsender wie CNN, BBC World News oder Al Jazeera.
Am 8. März 2012 wurde zur Feier des 31. Geburtstags des Senders das zweite Fernsehprogramm TVM-2 eingerichtet.

## Organisation und Finanzierung
Der Hauptsitz von TVM befindet sich in der Hauptstadt Maputo.
Der Sender erhält rund 60 % seines Budgets von der Regierung des Landes, den Rest unter anderem über Werbeeinnahmen. Er wird im Bereich Ausbildung und Ausstattung auch durch das Entwicklungsprogramm der Vereinten Nationen unterstützt. Der mosambikanische Staat ist bis heute über das Instituto de Gestão das Participações do Estado Alleineigentümer des Senders.